# Ivana Kobilca
Ivana Kobilca (Ljubljana, 1861. december 20.  – Ljubljana, 1926. december 4.) szlovén realista festő.

## Élete
Jómódú kereskedőcsaládban született. Ljubljanában, az Szent Orsolya-rend iskolájában Ida Künl fejlesztette rajzkészségét. A szülők támogatták tanulását.
1879–80-ban Bécsben tanult a Képzőművészeti Akadémián, 1882 és 1889 között Alois Erdtelt tanítványa volt Münchenben. 1888-ban két festménye szerepelt a bécsi Kunsthaus kiállításán, a müncheni Glaspalastban rendezett kiállításon a legismertebb német műkritikusok dicsérték munkáját.
1891-ben Párizsba ment, és festményei nagy sikert arattak. A Société nationale des beaux-arts tiszteletbeli tagjává választották a svájci Ferdinand Hodlerrel, és a cseh Vojtěch Hynaissal együtt. Számos nemzetközi kiállításon vett részt Berlinben, Lipcsében, Prágában, Budapesten.
1894-ben visszatért Ljubljanába, és rövid tanulmányutat tett Firenzébe. 1897-ben Szarajevóba költözött. 1906-ban Berlinbe hívták barátai, de az első világháború kitörésekor visszament szülővárosába.

## Galéria

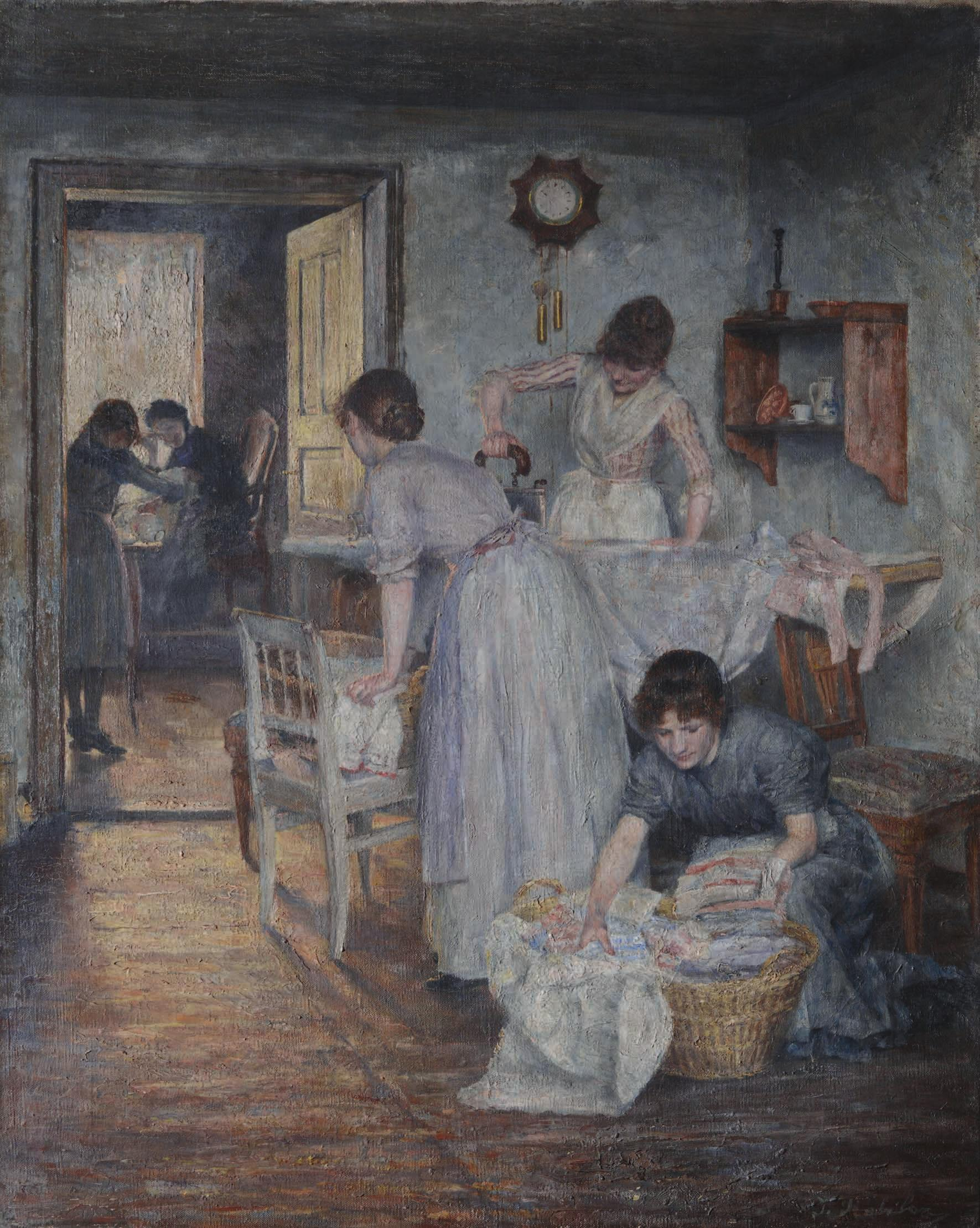
Vasaló lányok
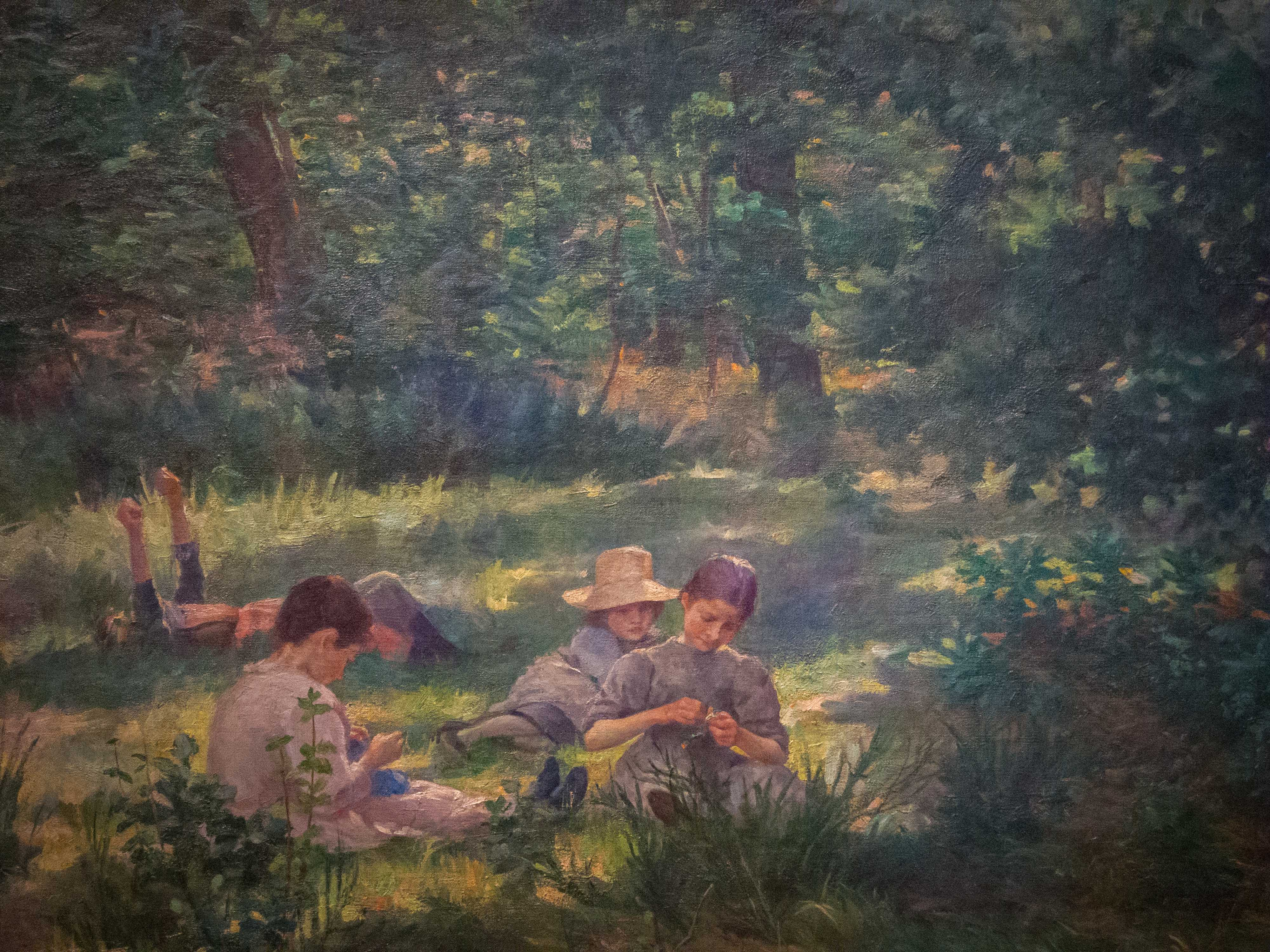
Gyermekek a fűben
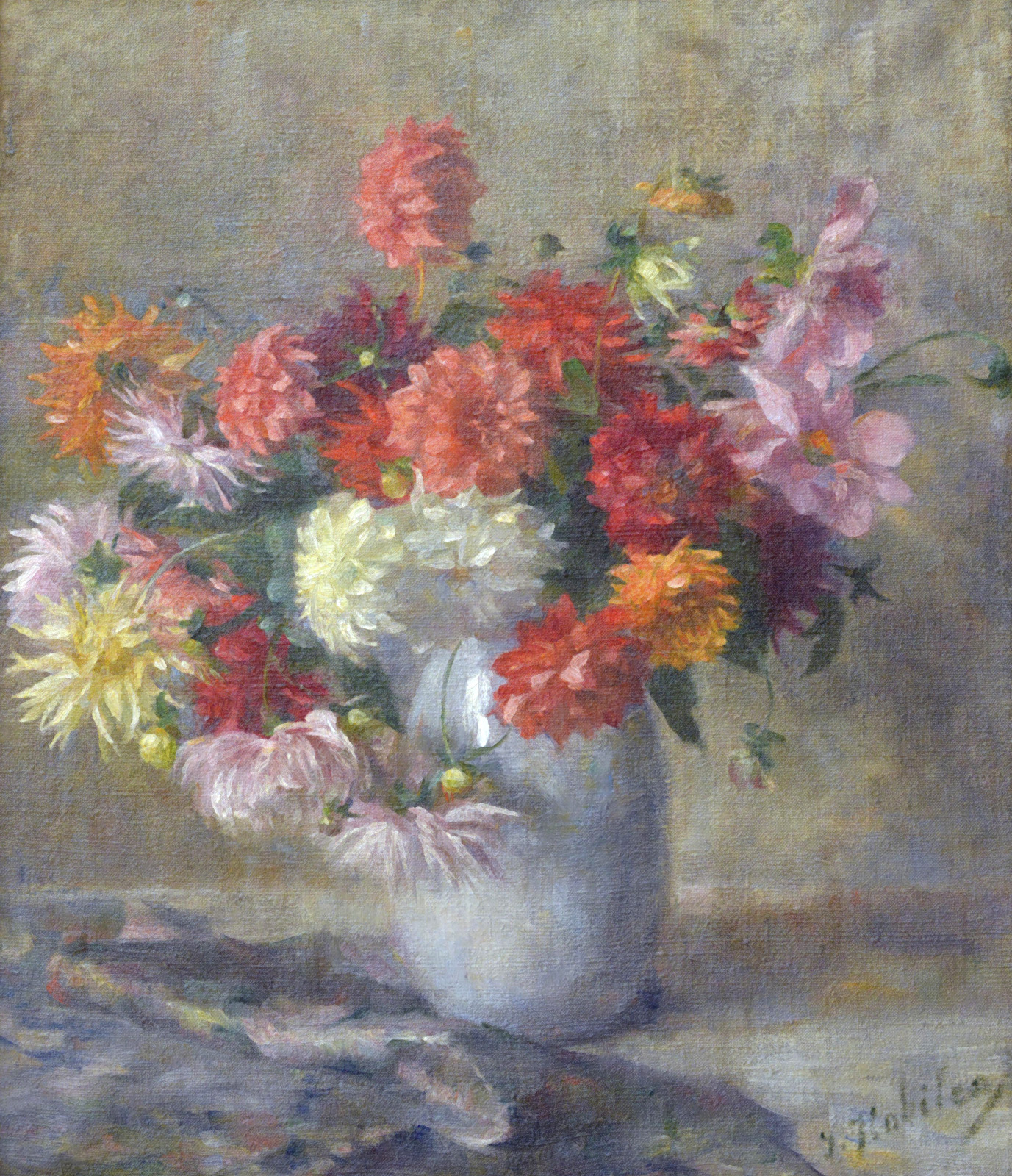
Dália csokor
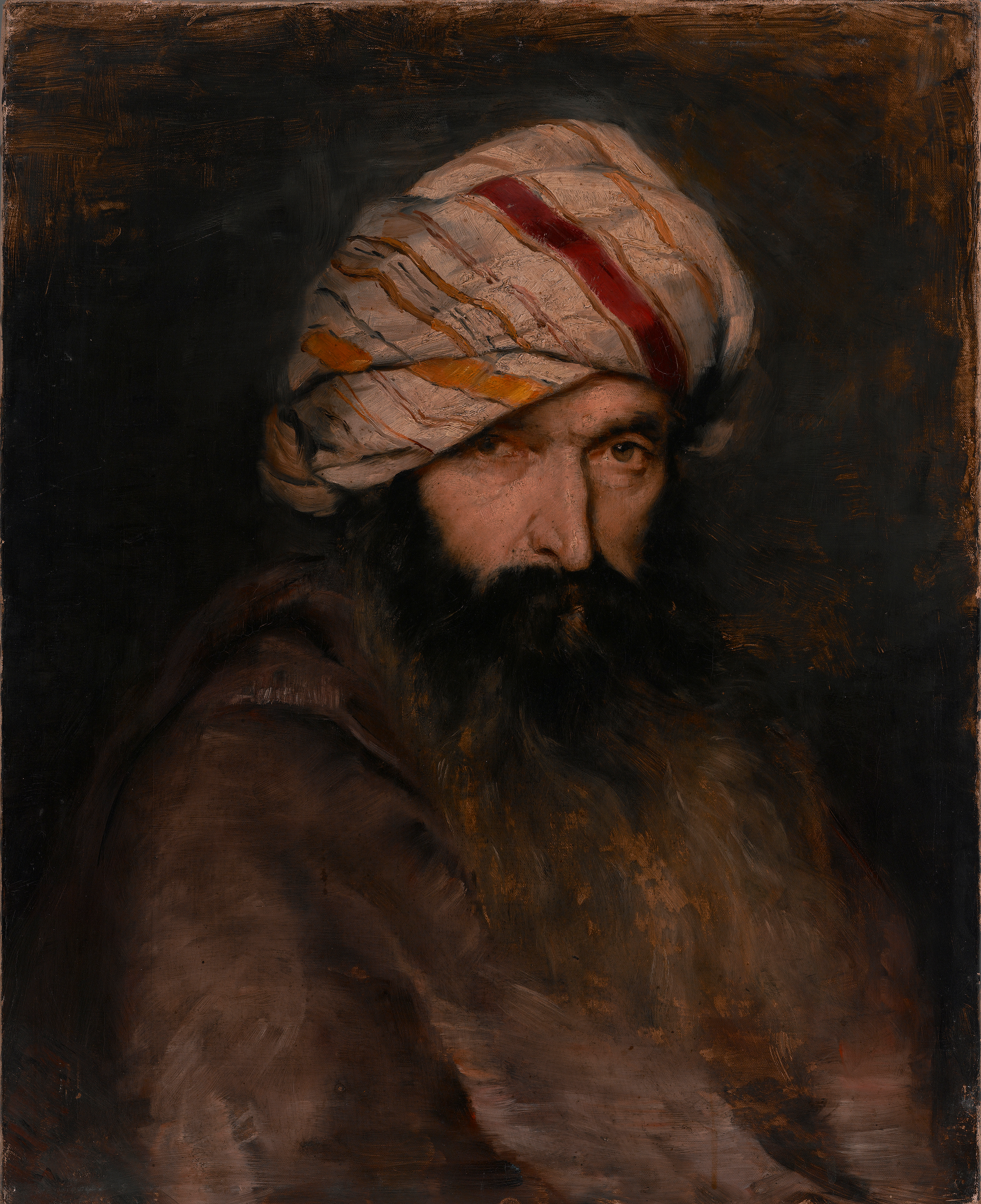
Keleti férfi